# 邦萊
邦萊（Bunlap）是位在南太平洋群島國萬那杜的五旬節島（Pentecost Island）上，美拉尼西亞（Melanesian）原住民的部落。他們的祖先大約在2000年前乘獨木舟來了到此島。當海島上的其它部落基本上全盤西化的同時，邦萊人仍然保留著傳統的生活方式。

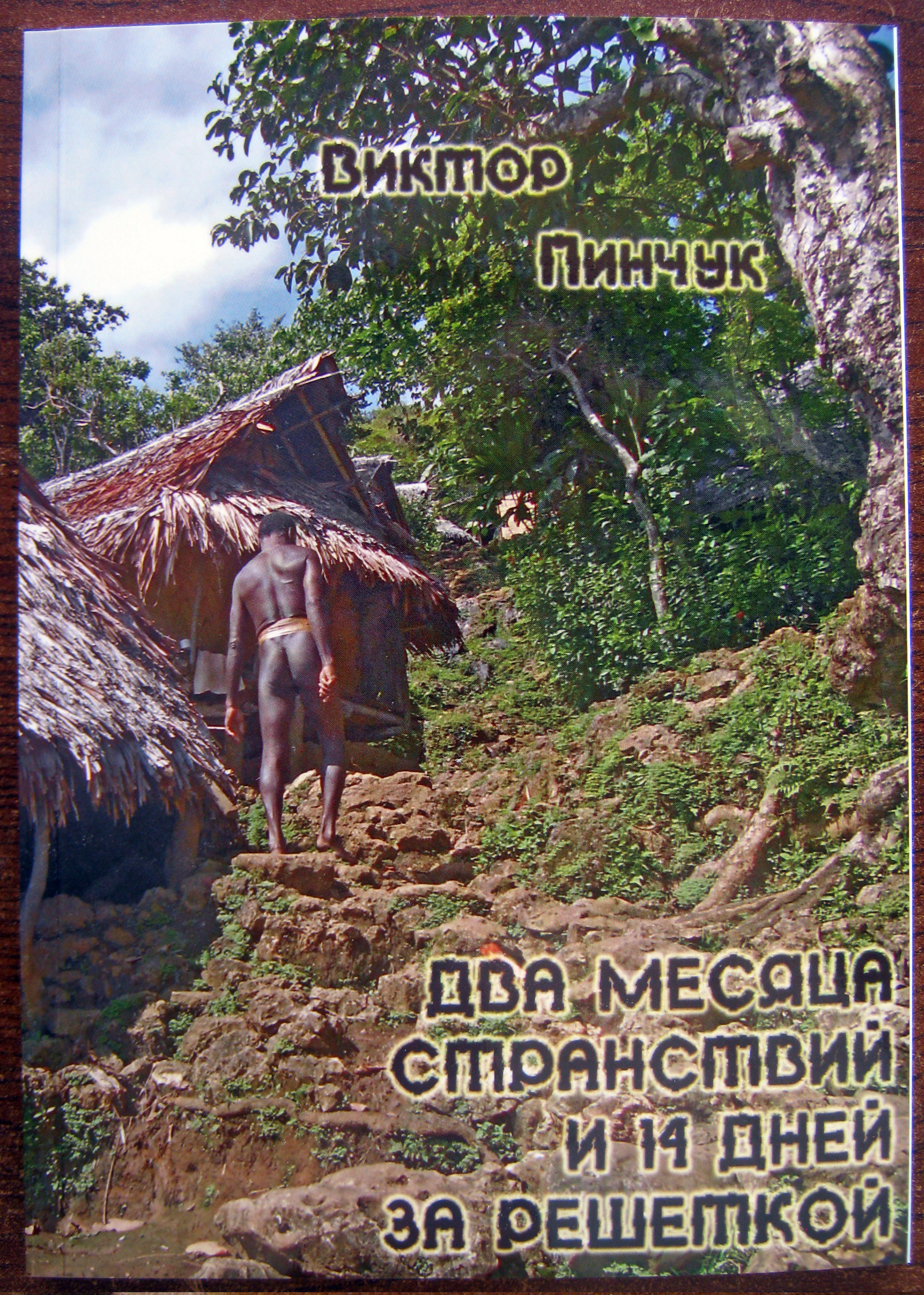
邦萊在俄羅斯旅行者維克多•平丘克的書的封面上

## 傳統服飾
邦萊人仍然穿著傳統服飾，女性穿著由纖維長條所做成，長及膝蓋的裙子，在進行儀式時，則穿著長及腳踝的裙子。男性只在腰部綁一條寬布帶，布帶前繫著布料或葉片做成的管狀護套，套住陰莖，外生殖器的剩餘部份（陰囊）和屁股則暴露在外。

## 割禮
每年六月，邦萊人要為五歲的男童進行割包皮的儀式，這是部落年度最大的慶典，象徵男童將成為男子漢，並開始在部落中成為新的階級，一生會不斷晉升。
割禮前先要建造芋頭儲藏室，採收椰子，用樹幹製造架設割禮聖鼓，並由專人用竹子製作專用的銳利竹刀供割包皮使用。而進行割禮男童的舅舅則必須捐贈小豬給男童，以便進行割禮結束後的殺豬儀式。
進行割禮時，先遮住男童眼睛，以竹刀割下包皮，隨後用傳統草藥汁滴在傷口。男童需在男人屋住七個星期，直到傷口癒合，這段期間男童禁止與母親見面，且男童父母只喝椰奶以祈求傷口順利癒合及天氣晴朗。而其他族人則大量採收芋頭及薯蕷，為接下來的儀式準備，男童們的家族需共同填滿芋頭儲藏室。第六週時，傷口已痊癒，大人們用芋頭、薯蕷、椰奶烤製拉普拉普派（lap lap pie），讓男孩們食用，象徵男童將重回部落。第七週，慶典開始，當割禮聖鼓敲響，男童便可離開男人屋，所有人圍繞著聖鼓吶喊、唱歌、跳割禮舞慶祝，並貢獻巨大的薯蕷、芋頭及椰子。慶典結束後參加者共同分享所有的食物。

## 慶典
邦萊人每年要舉行古老的慶典，稱為Gkol，慶典的重頭戲是陸上彈跳〔land diving〕。Gkol源自一個發生在西元500年前後的傳奇故事，邦萊部落有個叫Tamalie的男人與他的妻子發生爭吵，妻子受不了丈夫的虐待而逃跑到樹林裏，攀爬上印度榕樹（banyan）, 她將藤蔓纏繞在腳踝。當Tamalie 追上來，妻子匆忙從樹上跳下，丈夫不知道妻子做了防護，也跟著縱身一跳。結果Tamalie命喪黃泉，但藤蔓救了妻子一命。這樣的結果使邦萊男人銘記在心，他們開始訓練這種跳躍，以防萬一有一天他們遇到相似的情況。這種習俗後來轉變成慶典的儀式，以歡慶薯蕷的豐收和證明男人步入成熟。
慶典開始之前需要搭建邦萊高塔，高塔是女人的形象，象徵對女性的尊崇。塔的設計是由部落中年長有經驗的建築師負責，選擇在具有柔軟沙土的斜坡地，以足夠高的椰子樹為主幹，並在樹林中砍伐堅固的樹幹及樹枝為支柱，由部落的男人共同搭建，至少要花費一週的時間。築塔期間，男人們必須住在男人屋，不能與女人同房，但可以喝卡法酒助興。女人則負責準備食物、薯蕷派及照顧小孩。部落巫師會唸頌咒語，並燒煙祈求祖靈庇祐參賽者的安全，及驅雨。
高塔上會搭建許多不同高度的平台，最高的甚至有八層樓高。參賽者各自尋找長度恰當、乾濕適中的藤蔓，這點攸關性命，馬虎不得。未成年的男孩們也可以參加，會選擇從較低的平台跳下，以訓練勇氣。而年輕男人們則向高度挑戰。成功地自最高平台躍下的冠軍男人，可獲得一把樹葉作為獎賞，並會得到許多女人的芳心，可在部落中擁有更多的妻妾。所有人在比賽結束後會一起享用薯蕷派。
慶典在晴天開始，女人圍著高塔唱歌跳舞，參賽男人爬上高塔，在腳踝綁上自己的藤蔓，走向突出的平台，雙臂高舉，伸向天空拍掌，感受與塔靈合一之後，兩手握拳置於胸前，在塔靈的指引下，頭朝下的往下跳。
參賽者的下墜之勢被另一端栓在塔上的藤蔓所中止。在藤蔓斷裂、藤蔓長度不正確，或拙劣的跳躍方式的情況下，位於高塔底部，由柔軟的土壤構成的斜坡提供一些保護，使參賽者免受傷害。
雖然使用藤蔓的彈性遠不如蹦極繩（bungee cords），並且參賽者在下墜結束時並不彈起，但陸上彈跳激發了高空彈跳或稱蹦極（bungee jumping）這種現代極限運動的誕生。

## 飲食
在海島內陸的斜坡地，村民植芋作為主食。
邦萊男人常在日暮後喝卡法酒，為近似酒精，具有令人興奮及陶醉的作用的飲料，係萃取自卡法樹（Kava）的根。而婦女不得飲用卡法酒。

## 照片
維克多•平丘克（Victor Pinchuk）書中的照片“兩個月的流浪和十四天的鎖定 （照片攝於2019年1月29日）

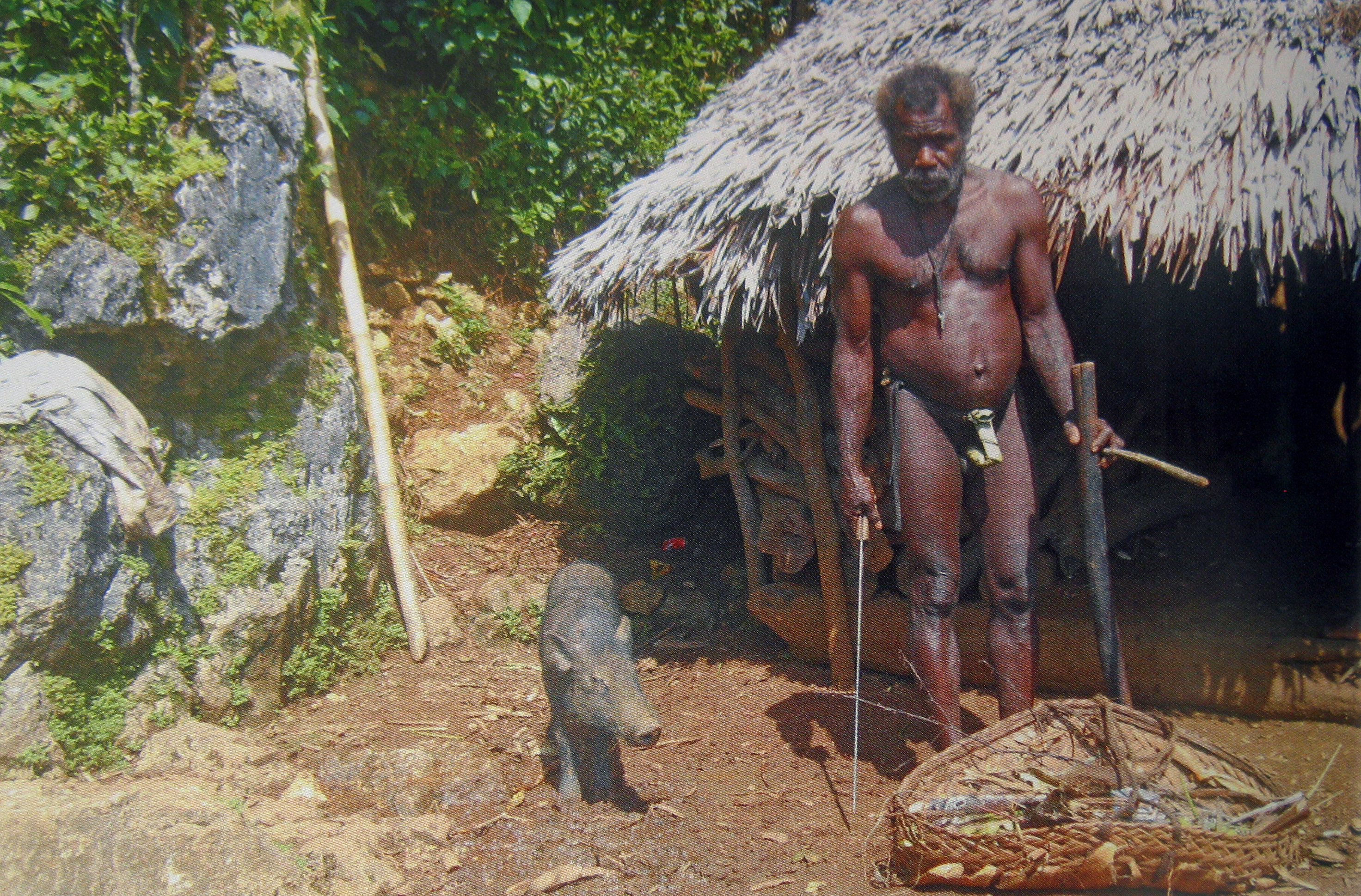
一個來自邦萊村的人
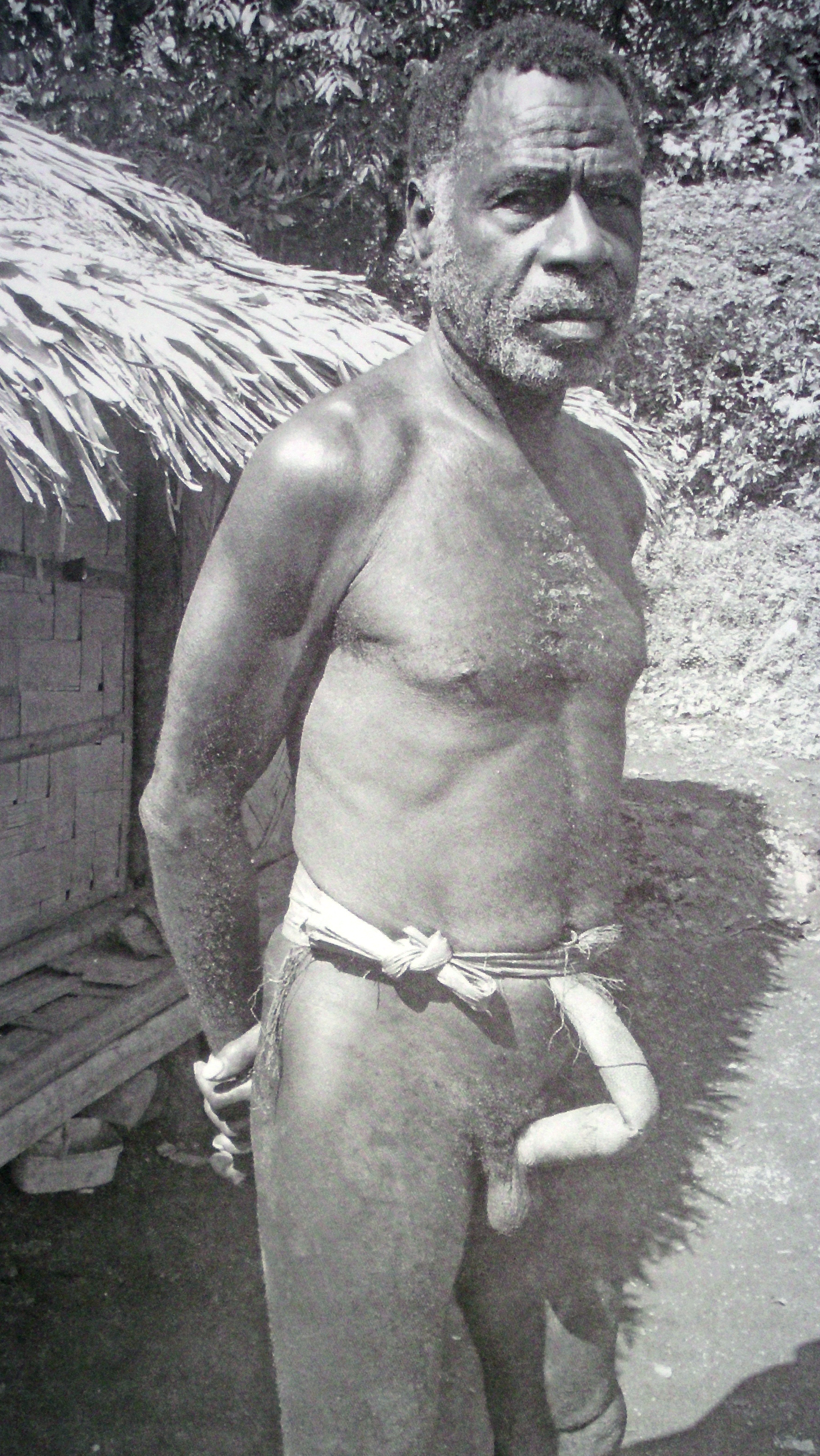
邦萊村最重要的人
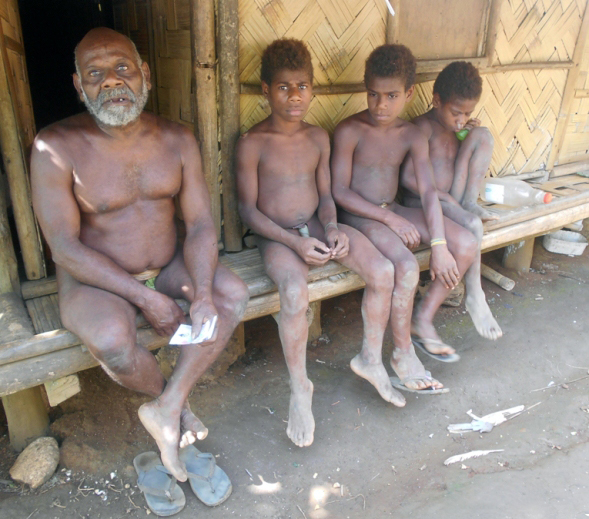
老人和三個男孩
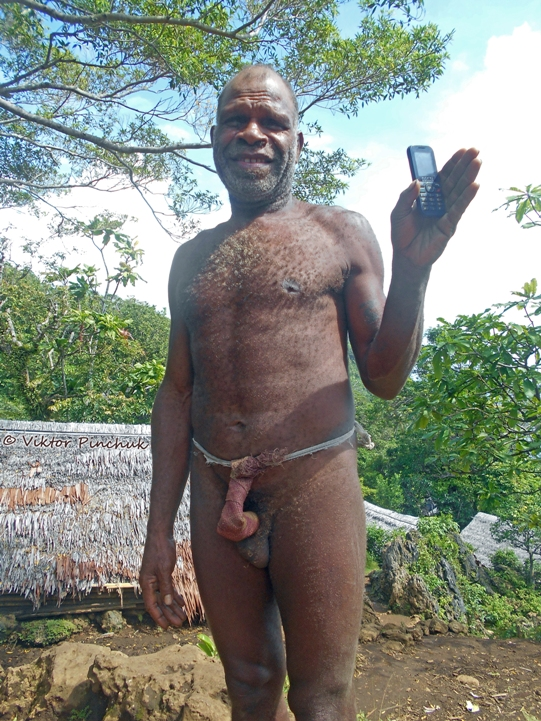
一個來自邦萊村的人
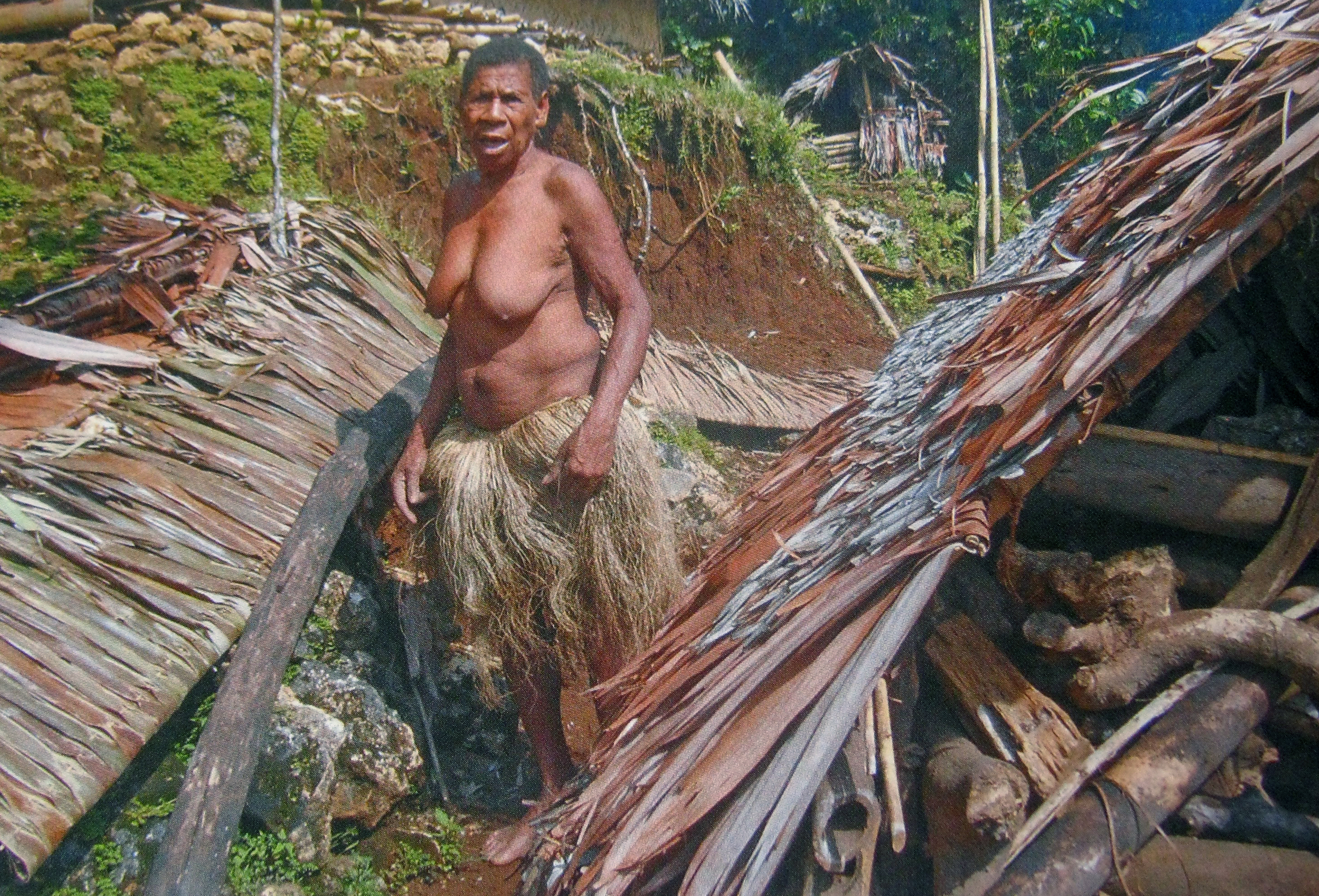
邦萊村的一名婦女